# Четверо
«Че́тверо» — радянський художній фільм-драма 1957 року режисера Василя Ординського про подвиг вчених-епідеміологів — розробників вакцини проти вірусу. Консультанти фільму — видатний вірусолог М. П. Чумаков і його учень С. Г. Дроздов.

## Сюжет
На будівництві в Сибіру виникає епідемія невідомого захворювання. Четверо вчених з лабораторії ендеміології московського інституту мікробіології, над лабораторією яких нависла загроза закриття, вирушають у заражену місцевість, де проводять досліди й намагаються знайти переносників вірусу…

## У ролях
- Володимир Грибков —  Вікентій Карпович Карпушин, вчений, вірусолог-імунолог
- Маргарита Анастасьєва —  Алла Сергіївна, вчений-вірусолог-імунолог
- Михайло Майоров —  Андрій Ілліч Хорьков, вчений, вірусолог-імунолог
- Володимир Гусєв —  Олексій Олександрович Князєв, лаборант
- Микола Тимофєєв —  Микола Степанович Басманов
- Борис Терентьєв —  Кирило Анатолійович Саранцев, професор, директор інституту
- Олександр Бізюков —  Корольов
- Жанна Сухопольська —  Льоля
- Лідія Сухаревська —  Дуся Карпушина, дружина Вікентія Карповича
- Валентина Бєляєва —  Анна Хорькова, дружина Андрія Ілліча
- Григорій Шамшурин —  Волохов, начальник будівництва
- Б. Виноградов —  Ігор Гаврилович Брянцев, лікар у Тугуйську
- Володимир Лебедєв —  Матвеїч, санітар в Тугуйську
- Данило Нетребін —  Крилаткін, шофер в Тугуйську
- Клара Рум'янова —  медсестра
- Інга Будкевич —  медсестра
- Ганна Заржицька —  сусідка Карпушиних
- Іван Рижов —  завгосп інституту
- Микола Нікітіч —  вахтер в інституті
- Олександрівна Лютова —  асистентка професора

## Знімальна група
- Режисер — Василь Ординський
- Сценарист — Данило Храбровицький
- Оператор — Володимир Монахов
- Композитор — Андрій Ешпай
- Художник — Олександр Жаренов